# Калушары (Секретные материалы)
«Калушары» (англ. «The Calusari») — 21-й эпизод 2-го сезона сериала «Секретные материалы», главные герои которого — Фокс Малдер (Дэвид Духовны) и Дана Скалли (Джиллиан Андерсон), агенты ФБР, расследующие сложно поддающиеся научному объяснению преступления, называемые «Секретными материалами». В данном эпизоде Малдер и Скалли расследуют загадочную гибель ребёнка под колёсами детского поезда в парке аттракционов, на фотографии которой присутствует некая невидимая сущность. Расследование приводит агентов в дом семьи Холви, где бабушка погибшего ребёнка подозревает наличие дьявола в семье. Эпизод является «монстром недели» и не связан с основной «мифологией сериала», заданной в первой серии.
Премьера состоялась 14 апреля 1995 года на телеканале FOX. В США серия получила рейтинг домохозяйств Нильсена, равный 8,3, который означает, что в день выхода серию посмотрели 7,9 миллионов домохозяйств.

## Сюжет
В Мюррее, Вирджиния, двухлетний Тедди Холви гибнет в парке развлечений, оказавшись на рельсах экскурсионного паровозика. Ранее Тедди загадочным образом освободился от специальных детских подтяжек и брёл за горизонтально летящим гелиевым шариком до железнодорожных путей. В отличие от Стива и Мэгги, родителей Тедди, его старший брат Чарли, присутствовавший там же, ничуть не был расстроен гибелью брата.
Три месяца спустя Малдер и Скалли анализируют фото, снятое за секунду до гибели Тедди. Малдер обращает внимание на шарик, который, вопреки законам физики, держится на одном уровне и движется против ветра. Лабораторный анализ фото, проведённый доктором Чарльзом Бёрком, выявляет таинственное, электромагнитное образование в форме ребенка, держащее шарик. Малдер делится найденным с Холви, но те гневно отвергают его теорию о невидимой силе. Скалли замечает, как бабушка Чарли, румынка Голда, рисует на руке у мальчика свастику. Скалли предполагает, что с подачи Голды дети могли стать жертвами синдрома Мюнхгаузена. Во время разговора со Стивом агенты узнают, что Голда была резко против их брака с Мэгги, а после того как Голда поселилась у них, дети стали часто болеть странными недугами, тогда как бабка занималась подозрительными вещами (например, разбрасывала куриный помёт на крыльце). Скалли рекомендует, чтобы семью взяла под свой присмотр Карен Косефф — сотрудник социальной службы. Вопреки негодованию Мэгги, Стив собирается отвезти Чарли к Косефф, но перед выездом из гаража гибнет после того, как его галстук необъяснимо запутывается в механизме гаражной двери. На месте гибели Стива Малдер обнаруживает вибхути, которые отвозит в лабораторию Бёрка.
В дом, по приглашению Голды, прибывают трое мужчин-Калушар. Закрывшись в комнате Голды, они начинают некий ритуал, от которого Чарли начинает биться в конвульсиях и теряет сознание. Одновременно приезжает Карен Косефф в попытке поговорить с Чарли и Мэгги. Увидев дым из-под двери, женщины врываются в комнату, и разъяренная Мэгги приказывает матери и Калушарам выметаться из её дома. Мужчины уходят, но Голда хватает Чарли и запирается в комнате, стремясь завершить ритуал. Внезапно Голду сбивает с ног неведомая сила. Чарли оживляет принесённых ранее в жертву петухов, которые заклевывают Голду до смерти. Калушары объясняют Малдеру, что они пытались остановить древнее зло, которые всегда жило здесь. Чарли же на вопрос, что произошло, кричит, что бабушку убил Майкл. Мэгги рассказывает агентам, что Майкл — это был мертворожденный брат-близнец Чарли, о которому они со Стивом никогда не рассказывали мальчику.
Чарли теряет сознание от очередного приступа, и Мэгги увозит его в больницу. Там Майкл, выдавая себя за спящего в палате Чарли, убеждает Мэгги поехать домой. Их отъезд видит Скалли, которая сообщает об этом Малдеру. Тот уверен, что убивает людей не Чарли, а дух Майкла. Агенты разделяются, Скалли спешит домой к Холви, тогда как Малдер находит Калушар, и те прибывают в больницу, чтобы завершить ритуал. Майклу практически удается убить Мэгги со Скалли, но Калушары завершают ритуал над Чарли, и Майкл превращается в вибхути. Мэгги воссоединяется с Чарли в больнице, тогда как старейшина Калушар предупреждает Малдера, что все временно закончилось, но «оно теперь его знает».